# Lê Văn Út
Lê Văn Út (sinh 15 tháng 12 năm 1958 tại xã An Trường, huyện Càng Long, tỉnh Trà Vinh) là một Thiếu tướng Công an nhân dân Việt Nam. Nguyên Ủy viên Thường vụ Tỉnh ủy, Bí thư Đảng ủy Công an tỉnh Giám đốc Công an tỉnh Vĩnh Long .